# Павлов, Иван Григорьевич
Иван Григорьевич Павлов (1802—1854) — российский медик.

## Биография
Иван Григорьевич Павлов родился в 1802 году. Посещал Московскую медико-хирургическую академию вольнослушателем.
С 1826 года работал лекарем II отделения.
С 29 июня 1829 года, вернувшись из поездки за границу, стал доктором медицины с определением в Бакинскую провинцию. Павлов в 1829 году получил звание акушера, вышел в отставку в 1833 году.
С 1834 года был адъюнкт-профессором Московской медико-хирургической академии, с 1836 — Орловским уездным врачом, с 1838 — акушером Томской врачебной управы.
Также с 1839 Павлов был инспектором студентов Томской врачебной управы, а с 1841 года — инспектором студентов Московской медико-хирургической академии.
Скончался 10 апреля 1854 года в Томске.

## Публикации
Из научных трудов Павлова известны:
- «De tussi convulsia»[1]
- «О свирепствовании холеры в Баку»[2]
- «Заразительна или не заразительна холера»[3]